# Grégory Fabro
Pas d'image ? Cliquez ici

a Compétitions nationales et continentales officielles uniquement.

Dernière mise à jour le 21 décembre 2012.
Pour les articles homonymes, voir Fabro (homonymie).
Grégory Fabro, né le 28 février 1986 à Fontaine (Isère, France), est un joueur français de rugby à XV qui évolue au poste de pilier.

## Biographie
Formé au FC Grenoble, il prolonge son contrat, à la fin de la saison 2012-2013, d'une année supplémentaire avec le club isérois qu'il quitte en 2014 pour rejoindre le Stade aurillacois.

## Palmarès
- Vainqueur du Championnat de Pro D2 en 2012